# 1990—1991年南太平洋气旋季时间轴

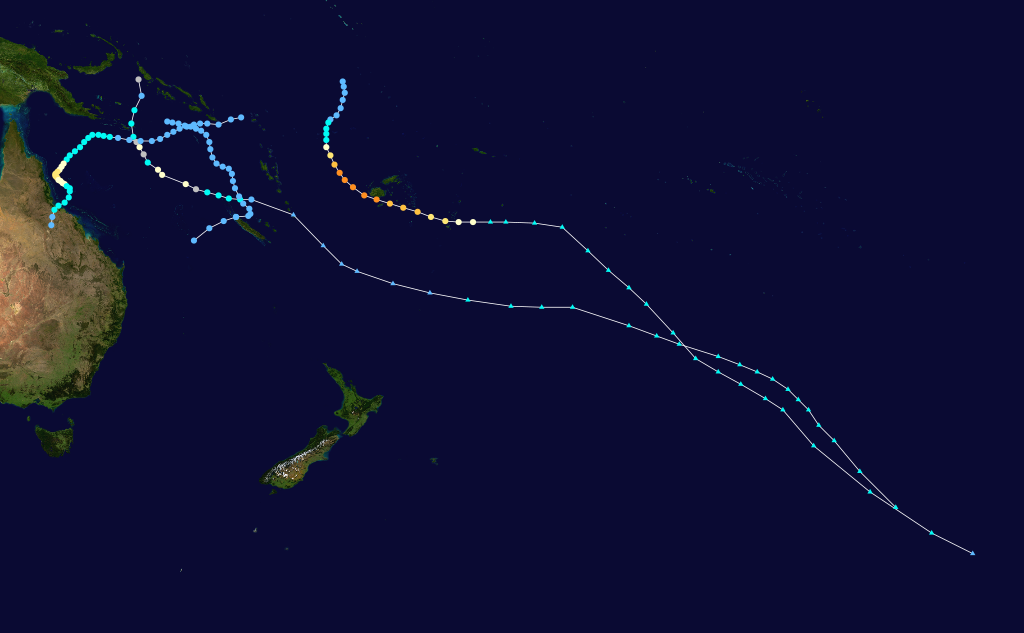
联合台风警报中心和美国海军西部海洋学中心在本气旋季期间监控的所有热带低气压的路径

1990－1991年南太平洋气旋季的活跃程度低于平均水平，东经160°以东、赤道以南的太平洋范围内一共只形成两个热带气旋。气旋季于1990年11月1日正式开始，次年4月30日结束，传统上这样的日期界定了绝大多数热带气旋在南太平洋形成的时间段。全季第一个热带扰动于1990年11月23日形成，最后一个则在1991年5月19日消散。整个南太平洋范围内没有任何人因热带扰动丧生，但气旋乔伊登陆澳大利亚期间夺走了6人的生命。气旋西纳对斐济和汤加造成价值至少1850万美元（1991年美元）的破坏，是全季唯一一场在南太平洋盆地造成破坏的热带气旋。由于气旋乔伊和西纳产生的影响，两个名称予以退役，今后永远都不会再在南太平洋热带气旋命名时采用。
位于楠迪的斐济气象局热带气旋警报中心和惠灵顿的新西兰气象服务有限公司热带气旋警报中心负责监控行经或在南太平洋形成的热带气旋。澳大利亚气象局会对进入东经160°以西（澳大利亚海域）的热带气旋进行监控。美国联合台风警报中心和海军西部海洋学中心都会针对南太平洋的热带气旋发布警报，但两机构的警报不具备正式地位。联合台风警报中心会针东经160°至国际日期变更线之间的热带气旋发布警报，海军西部海洋学中心则会对国际日期变更线以东、南和北美洲以西的热带气旋发布警报。联合台风警报中心和海军西部海洋学中心为热带气旋编号时都会在数字后面加上字母为后缀，数字从1开始，按整个南半球范围内热带气旋的形成时间先后排序。斐济气象局和新西兰气象服务有限公司热带气旋警报中心都采用澳大利亚热带气旋强度分级，以10分钟持续风速衡量热带气旋强度，联合台风警报中心和海军西部海洋学中心则采用1分钟持续风速和萨菲尔-辛普森飓风等级。
以下时间轴中记录了全年大西洋所有热带或亚热带气旋形成、增强、减弱、登陆、转变成温带气旋以及消散的具体信息。还包括实际操作中没有发布的信息，如联合台风警报中心、海军西部海洋学中心、斐济气象局驻楠迪热带气旋警报中心和新西兰气象服务有限公司驻惠灵顿热带气旋警报中心在风暴过后进行的回顾。包括最大持续风速、位置、距离在内的所有数字都是经二舍三入换算成整数。由于不同机构间的信息可能存在差异，因此以下会针对这类情况列出所有信息。

## 季节概述
与往年相比，1990－1991年南太平洋气旋季期间南太平洋辐合区的强度较弱，而且位置也更加偏北；同时马登－朱利安振荡也偏弱，并且不及之前的气旋季时规则。这些因素共同影响，使东经160°到西经120°之间的南太平洋盆地在本气旋季一共只形成3个热带气旋，是有纪录以来活跃程度最低的南太平洋气旋季之一。气象机构于11月20日发现本季第一个热带天气系统，当时系统还是弱低气压，增强成热带气旋后获名“西纳”（Sina）。风暴达到的最高强度在澳大利亚热带气旋强度分级中属三级强烈热带气旋，先后对斐济、汤加、纽埃和库克群岛构成影响，共计造成价格超过1850万美元的损失，最终于12月4日被南纬50°附近的低压槽吸收而失去踪影。12月15日，所罗门群岛附近洋面发展出热带低气压。系统接下来两天向西移动，于12月17日进入澳大利亚海域。12月19日，系统获名“乔伊”（Joy），之后于12月26日登陆昆士兰州。
接下来的两个月里，南太平洋盆地风平浪静，直到1991年3月才有3个新的热带低气压形成，其中第十五和第十六号热带低气压在珊瑚海和澳大利亚海域形成，虽然没能发展到热带气旋强度，但澳大利亚气象局还是发布了烈风警告。联合台风警报中心于3月3日首次发现所罗门群岛以东约900公里洋面存在热带低气压，因此以十五来为其编号，接下来几天里，系统向西南方向移动，之后离开南太平洋盆地。3月14日，联合台风警报中心在所罗门群岛霍尼亚拉东南方向约300公里海域发现一股热带低气压。接下来几天里系统向东南方向移动，于3月18月进入南太平洋盆地后经联合台风警报中心编号为十六并开始发布公告。系统之后几天向东南偏南移动，之后转向西南，于3月20日从新喀里多尼亞上空经过，再在次日离开南太平洋盆地后失去踪影。丽莎是本季最后一个热带气旋，于5月11日以风力时速110公里的最高强度进入南太平洋。风暴之后几天向副热带高速气流前进，快速减弱成热带低气压后从阿图岛上空经过，在此期间没有造成严重破坏。12月14至17日，汤加受到烈风强度热带气旋影响，但系统强度很弱。气旋季结束后，“西纳”和“乔伊”两个名称予以退役，今后都不会再在南太平洋热带气旋命名时采用。

## 风暴时间轴

### 11月
11月1日
- 协调世界时凌晨0点：1990－1991年南太平洋气旋季正式开始[1]。

11月24日
- 早上7点15分：斐济气象局驻楠迪热带气旋警报中心开始针对罗图马西北方向发展形成的热带低气压发布公告[13]。

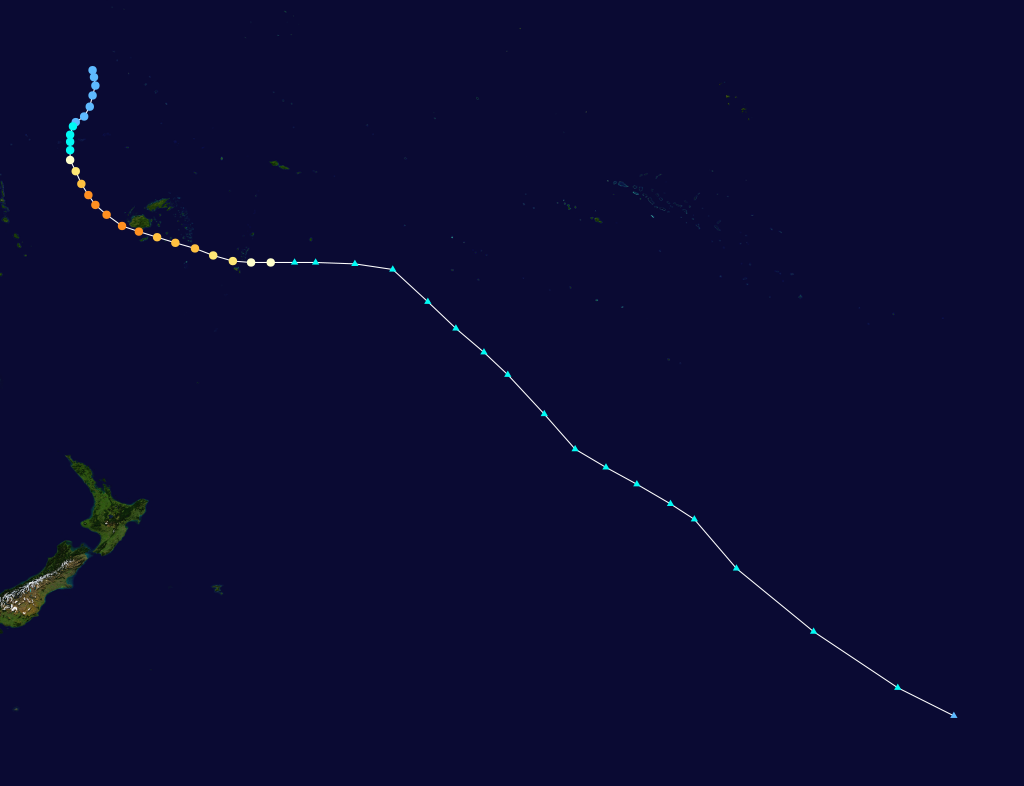
强烈热带气旋西纳的移动路线

- 中午12点：联合台风警报中心将罗图马西北方向的热带低气压归类为第三号热带气旋，其1分钟持续风速相当于热带风暴标准[11]。
- 晚上19点10分，斐济气象局驻楠迪热带气旋警报中心宣布第三号热带低气压已经增强成一级热带气旋，并以“西纳”为之命名[13]。

11月25日
- 下午18点：斐济气象局驻楠迪热带气旋警报中心宣布热带气旋西纳升级成二级热带气旋[7]。

11月26日
- 凌晨0点：斐济气象局驻楠迪热带气旋警报中心宣布热带气旋西纳升级为三级强烈热带气旋[7]。
- 凌晨0点：联合台风警报中心宣布，热带气旋西纳的强度已经达到萨菲尔-辛普森飓风等级下的一级飓风标准[14]。
- 早上6点：联合台风警报中心宣布热带气旋西纳已进一步强化成萨菲尔-辛普森飓风等级下的二级飓风[14]。

- 中午12点：联合台风警报中心宣布热带气旋西纳达到萨菲尔-辛普森飓风等级下的三级飓风标准[14]。
- 下午18点：斐济气象局驻楠迪热带气旋警报中心宣布强烈热带气旋西纳达到10分钟持续风速每小时140公里的最高强度[13]。
- 下午18点：联合台风警报中心宣布热带气旋西纳已达到萨菲尔-辛普森飓风等级下的四级飓风强度[14]。

11月27日
- 凌晨0点：联合台风警报中心宣布热带气旋西纳达到最高强度，1分钟持续风速为每小时230公里[14]。

11月28日
- 凌晨0点：联合台风警报中心发布针对热带气旋西纳的最后一份公告，并获预警职责移交海军西部海洋学中心，风暴这时已有减弱，在萨菲尔-辛普森飓风等级下属三级飓风标准[11][14]。
- 中午12点：海军西部海洋学中心发布针对热带气旋西纳的首份公告[11]。
- 下午18点：海军西部海洋学中心宣布热带气旋西纳已减弱到萨菲尔-辛普森飓风等级下的二级飓风强度[14]。

11月29日
- 凌晨0点：斐济气象局驻楠迪热带气旋警报中心宣布强烈热带气旋西纳已弱化成二级热带气旋[7]。
- 早上6点：海军西部海洋学中心宣布热带气旋西纳已减弱成萨菲尔-辛普森飓风等级下的一级飓风[14]。
- 凌晨0点：海军西部海洋学中心发布最后一份警报，宣布热带气旋西纳已退化成温带气旋[14]。

11月30日
- 晚上19点15分：由于系统行进至南纬25°以南海域，斐济气象局驻楠迪热带气旋警报中心发布针对热带气旋西纳的最后一份公告，并将预警职责移交新西兰气象服务有限公司驻惠灵顿热带气旋警报中心[13]。

### 12月
12月1日

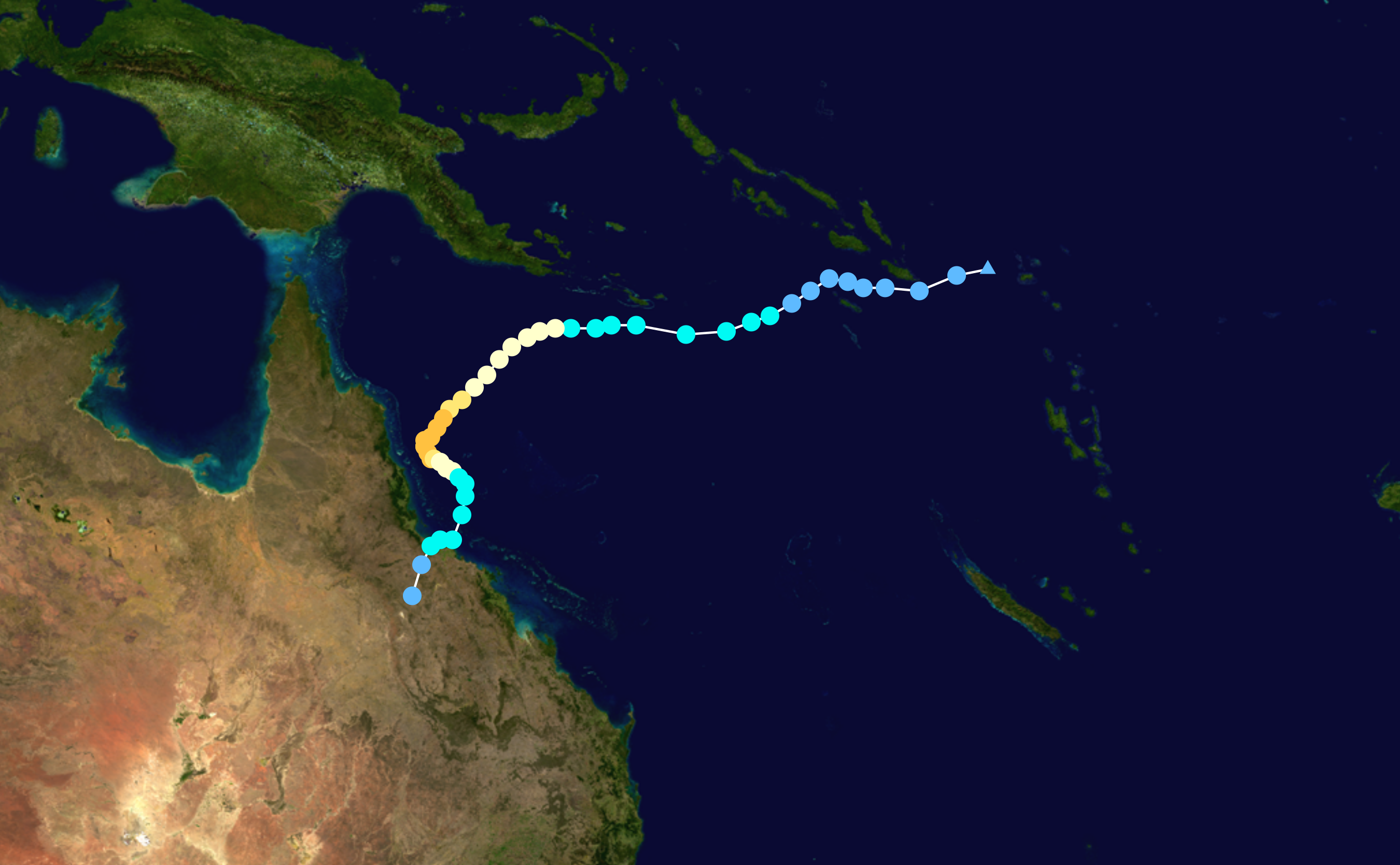
强烈热带气旋乔伊的路径

- 凌晨0点：新西兰气象服务有限公司驻惠灵顿热带气旋警报中心宣布热带气旋西纳已瓦解成温带气旋[13]。

12月4日
- 下午18点：新西兰气象服务有限公司驻惠灵顿热带气旋警报中心发布针对热带气旋西纳的最后一份公告，称系统的温带残留已由热带气旋已由槽吸收而消散[7][2]。

12月15日
- 下午18点：联合台风警报中心宣布第六号热带低气压在所罗门群岛霍尼亚拉东南方向约535公里洋面形成[15]。

12月17日
- 凌晨0点：斐济气象局驻楠迪热带气旋警报中心将霍尼亚拉东南方向的热带天气系统归类为热带低气压[7]。
- 中午12点：斐济气象局驻楠迪热带气旋警报中心和联合台风警报中心宣布第六号热带低气压已进入澳大利亚海域，系统之后在该海域获名“乔伊”[7][15]。

### 1991年1至2月
- 1991年1至2月间，南太平洋盆地没有发现热带扰动。

### 3月
3月15日
- 下午18点：联合台风警报中心宣布第十六号热带低气压从澳大利亚海域进入南太平洋[10]。

3月21日
- 凌晨0点：联合台风警报中心宣布第十六号热带低气压已经消散[10]。

### 4月
4月30日
- 中午12点：1990－1991年南太平洋气旋季正式结束[1]。

### 5月
5月11日

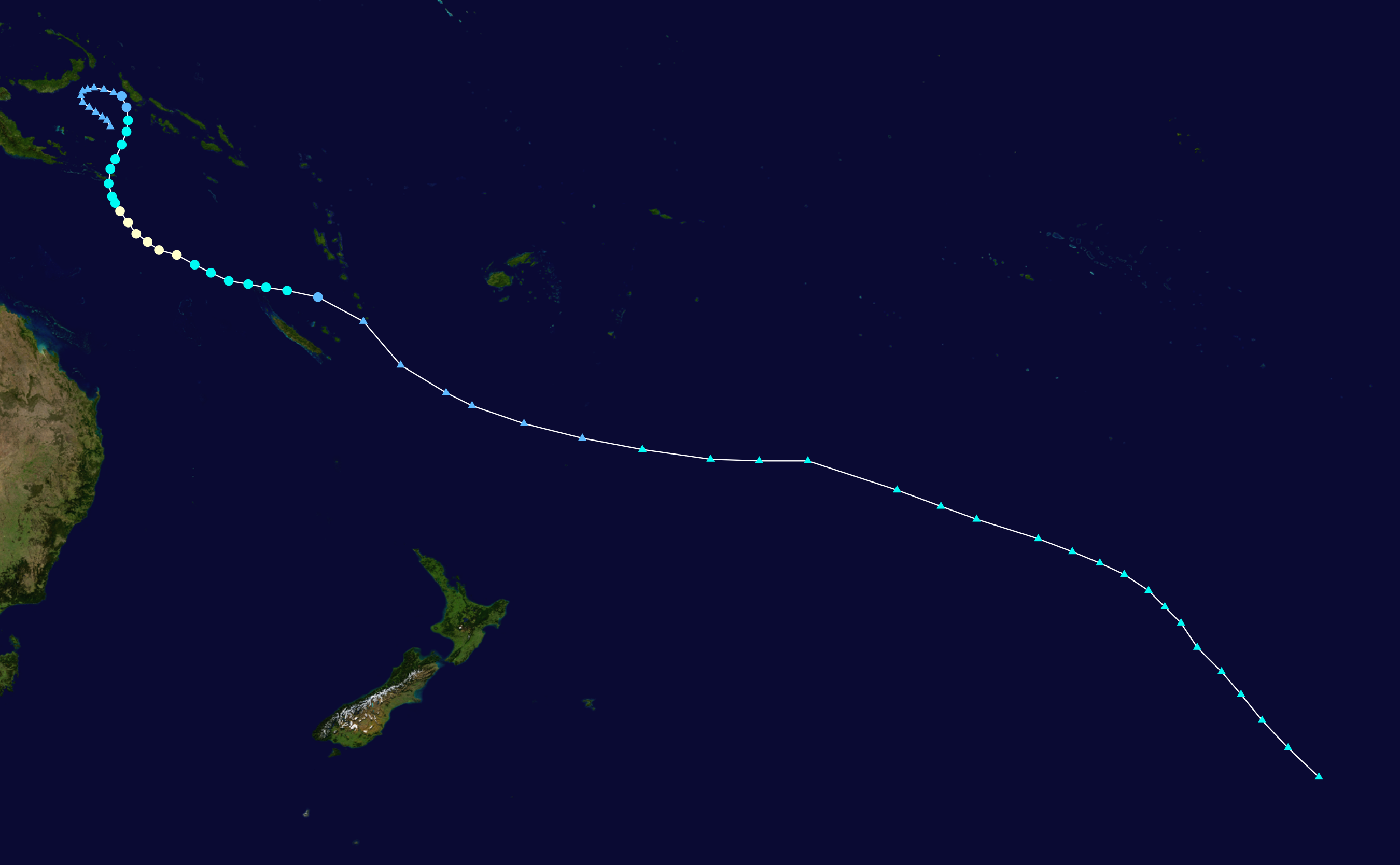
热带气旋丽莎的移动路线

- 中午12点：斐济气象局驻楠迪热带气旋警报中心宣布热带气旋丽莎以10分钟持续风力时速110公里的最高强度从澳大利亚海域进入南太平洋，属二级热带气旋[7][16]。

5月12日
- 中午12点：斐济气象局驻楠迪热带气旋警报中心发布针对热带气旋丽莎的最后一份公告，宣布气旋已弱化成低气压[16]。
- 中午12点：联合台风警报中心宣布热带风暴丽莎降级成热带低气压[17]。
- 下午18点：丽莎的低气压残留从瓦努阿图的阿图岛上空经过[2]。
- 下午18点：斐济气象局驻楠迪热带气旋警报中心宣布丽莎的低气压残留已减弱成温带气旋[2]。

5月19日
- 凌晨0点：新西兰气象服务有限公司驻惠灵顿热带气旋警报中心宣布热带气旋丽莎的温带消散[2][7]。